# Portret kardynała
Portret kardynała – obraz olejny namalowany przez Rafaela ok. 1510–1511. Znajduje się w zbiorach Museo Nacional del Prado w Madrycie.
Obraz cechuje się wąską gamą barwną. Sportretowany kardynał emanuje powagą i dostojeństwem, wyniośle kieruje wzrok do widza. Lewa ręka kardynała wyłania się spod czerwonej tkaniny. Tło jest ciemne. Na podstawie ujęcia modela można dostrzec, że Rafael kierował się Mona Lisą Leonarda da Vinci.
Tożsamość portretowanego jest przedmiotem sporów. Na podstawie czerwonej peleryny oraz kapelusza zidentyfikowano postać uwiecznioną na obrazie jako kardynała. Powszechnie przyjęto, że na obrazie uwieczniono jednego z wyższych dostojników papieskich. W literaturze naukowej wymieniani są Francesco Alidosi oraz Bandinello Sauli.